# Делсон
Де́лсон (фр. Delson) — город в графстве Руссильон в Квебеке, расположенный в административной области Монтережи.
Название происходит от американской железнодорожной компании Delaware & Hudson (вошла в Canadian Pacific Railway), конечная станция которой находится в Делсоне.
Основан в 1918 как сельский муниципалитет. В деревню вошли три прихода: Сент-Эндрюс Объединённой церкви Канады (1924), католический Санте-Терез-де-Ленфан-Жезю (1932) и Сент-Дэвид Англиканской церкви Канады (1938). 21 февраля 1957 года деревня получила статус города.
Между Делсоном и Сен-Констаном находится Канадский железнодорожный музей.

## Пограничные муниципалитеты
- Ла-Прери
- Кандиак
- Сен-Констан (Квебек)
- Сент-Катрин